# 紀元前340年
紀元前340年（きげんぜん340ねん）は、ローマ暦の年である。

## 他の紀年法
- 干支 : 辛巳
- 日本
  - 皇紀321年
  - 孝安天皇53年
- 中国
  - 周 - 顕王29年
  - 秦 - 孝公22年
  - 楚 - 宣王30年
  - 斉 - 威王17年
  - 燕 - 文公22年
  - 趙 - 粛侯10年
  - 魏 - 恵王30年
  - 韓 - 昭侯23年
- 朝鮮
  - 檀紀1994年
- ベトナム :
- 仏滅紀元 : 205年
- ユダヤ暦 :

## できごと

### ペルシア
- ロドス島がアケメネス朝ペルシャによって陥落。

### ギリシア
- ピリッポス2世がペリントス（英語版）とビザンティウムを攻撃し、ペルシャのアルタクセルクセス3世がこれらの都市へ援軍を送った。結果ピリッポス2世はビザンティウムの攻城戦で敗北し、ドナウ川の河口付近にあるスキタイの攻撃に対応せざるを得なくなる。彼の息子、アレクサンドロス3世は、がビザンティウムとスキタイと戦っている間、摂政を務めた。ビザンティウムの攻城戦が失敗した後、アテナイの住民はデモステネスへ感謝の決議をした。

### シチリア
- レンティーニの僭主であるヒケタスがカルタゴに対し、リルバイウム（英語版）に到着した大軍をシチリアへ送るよう再度説得した。シラクサのティモレオンはこのカルタゴの大軍とシシリア西部のクリミスス川の戦いで対面し、劣勢の中勝利を収めた。しかし勝ったにもかかわらず、カルタゴ軍はシシリア西部を占領し続けていた。条約によってカルタゴ軍の範囲をHalycus (Platani)川以西に限ったからである。

### 共和政ローマ
- ラティウム人の大使が元老院に送られ、共和政ローマとラティウム人で一つの共和国を構成するよう求めた。ラティウム人は、自分たちはローマに匹敵すると考えていたのである。ローマは、ラティウム同盟のリーダーであると考えていたので、ラティウム人が同等の政治力を持つことやローマの元老院に入れることを拒否した。ローマが提案を拒否したため、第二次ラティウム戦争が始まった。ラティウムはカンパニアとともに戦う一方で、ローマはサムニウムに加わりラティウムを攻撃した。ラティウムの中のラウレンテス族とカンパニアの中のエクィテスはローマ側についた。パエリグニ族（英語版）の支援を受けていたためである。
- ローマはサムニウムへの恐怖を通じてカンパニア軍とラティウム同盟軍の引き離しに成功し、カンパニアに単独講和を促した。結果、カプアとクーマエを含むカンパニアの3つの都市に、ローマ市民権が認められ、ローマ化した。ローマはナポリ湾まで広がった。

### 中国
- 秦の商鞅が魏へ侵攻し、自ら兵を率いて討伐した（呉城の役（中国語版））。またかつて親友であった魏の総大将である公子卬（中国語版）を欺いてこれを捕虜にし、黄河以西の土地を奪った。魏の恵王は「あの時の公叔痤の言葉に従わなかったためにこのような事になってしまった」と大いに悔やんだという。この功績により公孫鞅は商・於という土地の15邑に封ぜられた。これより商鞅と呼ばれる。
- 斉と趙が博望で会合し、魏を攻撃した。
- 宣王が死去し、子の楚の威王が即位した。

## 誕生
- アッピウス・クラウディウス・カエクス、共和政ローマ期の政治家（+ 紀元前273年）

## 死去
- ロドスのメントル、ギリシアの傭兵長
- 宣王、楚の君主
- ヒュッカラのライス、ギリシアの高級娼婦